# Karl Ludwig Prinz

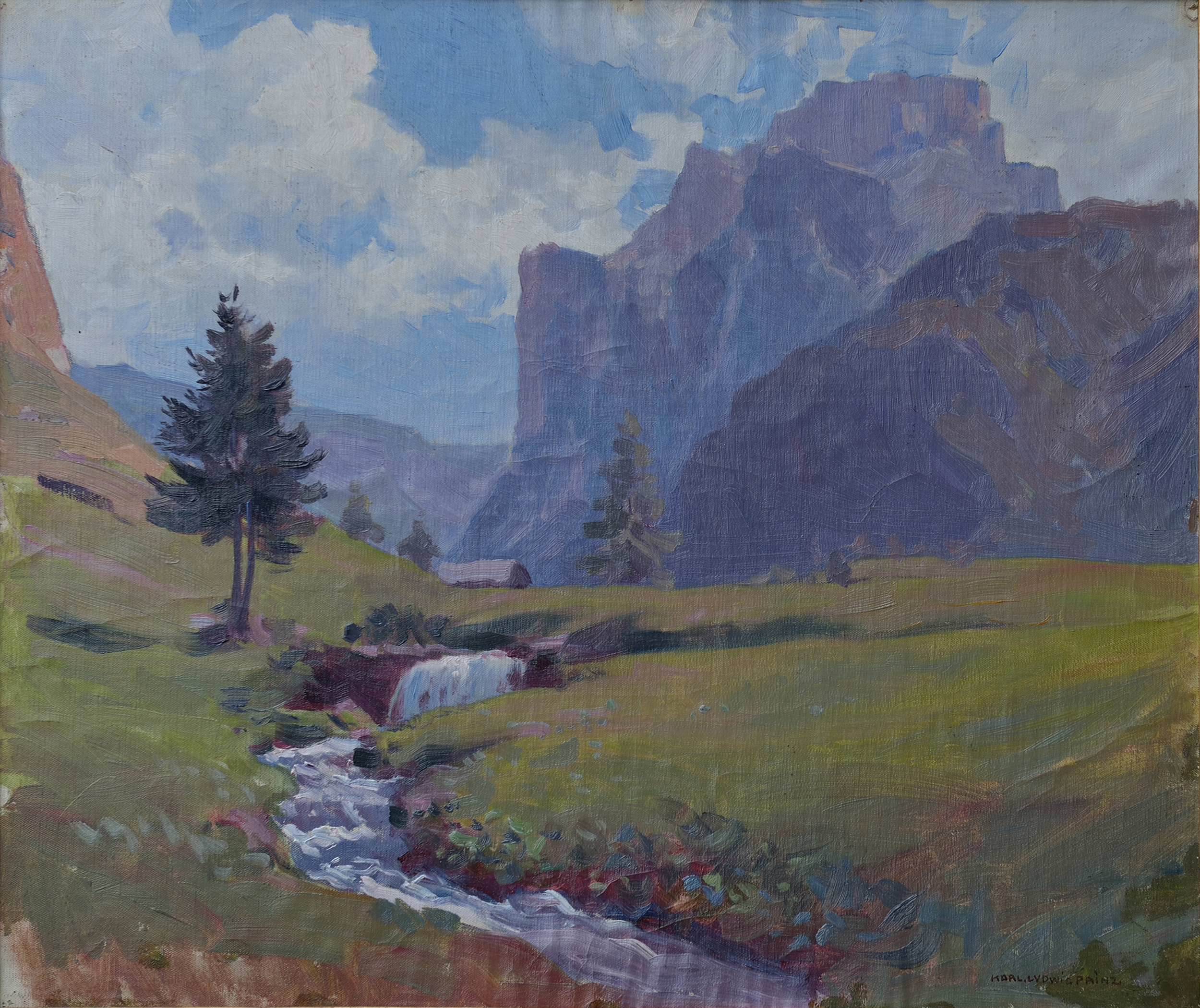
Das Langental in Gröden in einem Ölgemälde des K. L. Prinz

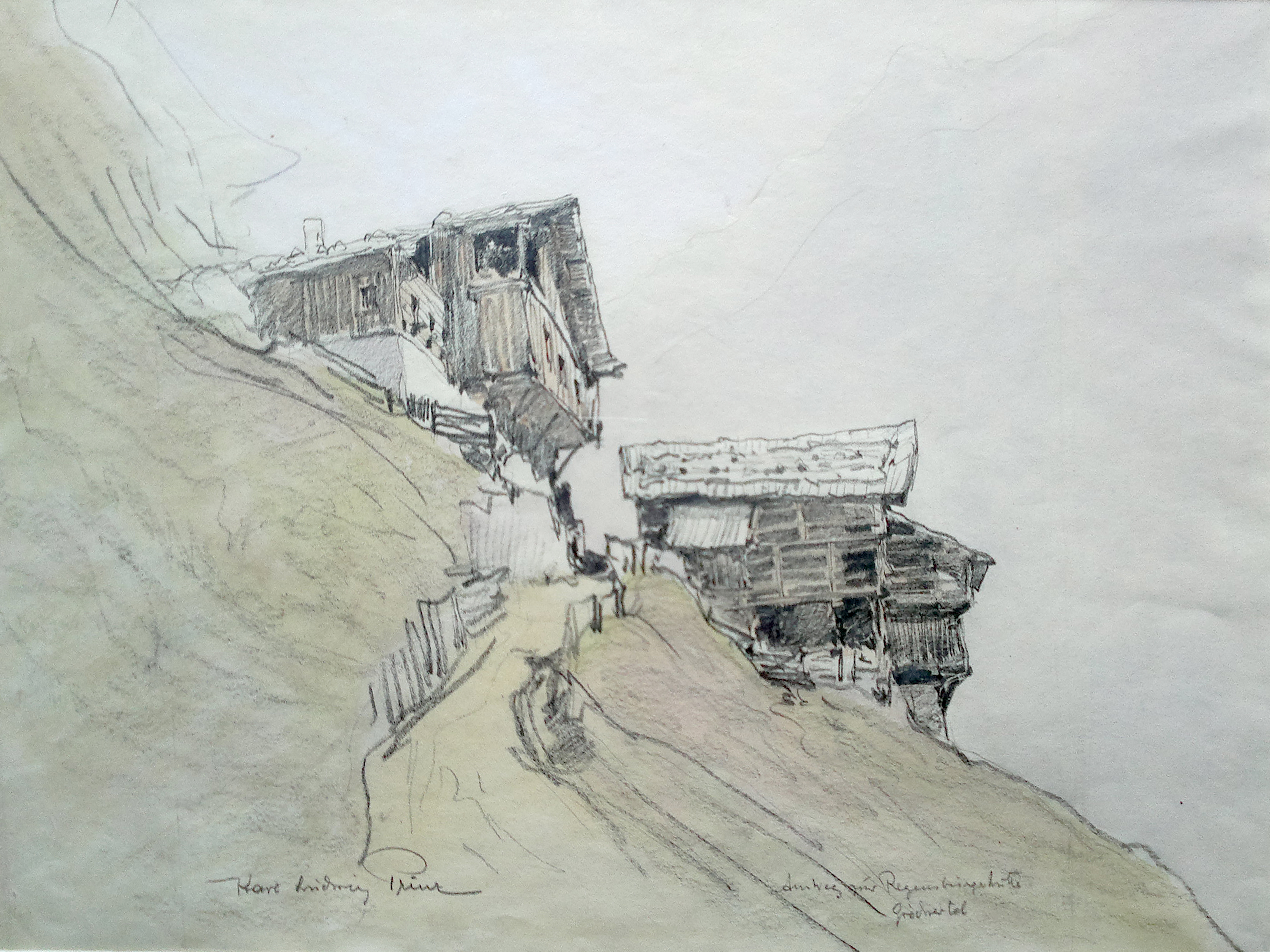
Der Bauernhof Paratoni in Gröden in einer Bleistiftskizze des K. L. Prinz

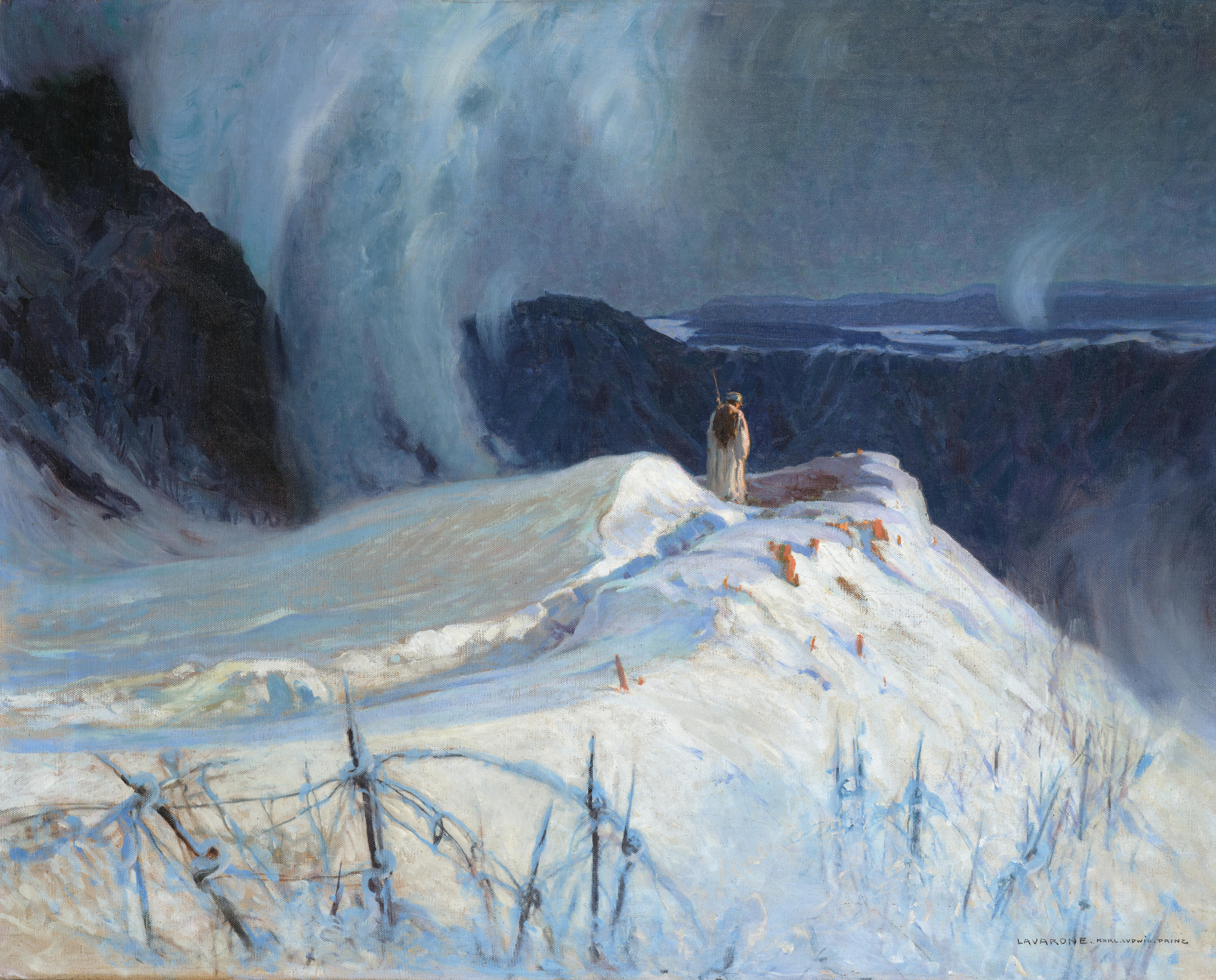
Die Hochebene von Lavarone.

Karl Ludwig Prinz (* 25. Oktober 1875 in Wien; † 28. Dezember 1944 ebenda) war ein österreichischer Maler und Bühnenbildner. Er ist durch großräumige Landschaftsbilder aus dem Wienerwald, dem Alpenvorland und den Alpen (Südtiroler Dolomiten) bekannt.

## Leben
Prinz war Autodidakt. Er lebte von 1894 bis 1898 in Deutschland. Ab 1908 war er Mitglied der Genossenschaft Bildender Künste Wiens. Ab 1912 schuf er Bühnenbilder für die Hofoper in Wien und für Theater in München, Hamburg und New York. Im Ersten Weltkrieg wurde er als Kriegsmaler im k.u.k. Kriegspressequartier aufgenommen.
Kaiser Franz Joseph I. und Kaiser Karl I. hatten Werke von Karl Ludwig Prinz in ihrer Sammlung.
Prinz war  Mitglied des Dürerbunds. 
Nach Prinz wurde 1957 die Prinzgasse im 22. Wiener Gemeindebezirk Donaustadt benannt.

## Werke
Werke von Karl Ludwig Prinz befinden sich in folgenden Sammlungen:
- Wien Museum, Wien
- Heeresgeschichtliches Museum, Wien
- Museum Niederösterreich, St. Pölten
- Oesterreichische Nationalbank, Wien
- Sammlung des Fürsten Liechtenstein, Wien
- Nationalgalerie, Sofia

Nach vielen seiner Landschaften wurden Ansichtskarten angefertigt.